# Akademija dramske umetnosti v Zagrebu
Koordinati:   45°48′31″N, 15°58′12″E
Akademija dramske umetnosti (izvirno hrvaško Akademija dramske umjetnosti u Zagrebu), s sedežem v Zagrebu, je fakulteta, ki je članica Univerze v Zagrebu.